# Cua de ventall de van Dedem
El cua de ventall de van Dedem (Rhipidura dedemi) és un ocell de la família dels dicrúrids (Dicruridae).

## Hàbitat i distribució
Habita els boscos de les muntanyes de Seram a les Moluques meridionals.